# Supercoppa di Germania 1991
La Supercoppa di Germania 1991 (ufficialmente DFB-Supercup 1991) è stata la quinta edizione della Supercoppa di Germania.
Si è svolta nel luglio e agosto 1991 e, a seguito della riunificazione tedesca, vi hanno partecipato il Kaiserslautern, vincitore della Bundesliga 1990-1991, l'Hansa Rostock, vincitore della NOFV-Oberliga 1990-1991 e della Coppa della Germania Est 1990-1991, il Werder Brema, vincitore della Coppa di Germania 1990-1991 e l'Eisenhüttenstädter Stahl, finalista della Coppa della Germania Est 1990-1991.
A conquistare il titolo è stato il Kaiserslautern che ha battuto in finale per 3-1 il Werder Brema con reti di Jürgen Degen (doppietta) e Bernhard Winkler.

## Partecipanti
| Squadre                  | Qualificazione                                                                     | Partecipazioni precedenti (il grassetto indica la vittoria) |
| ------------------------ | ---------------------------------------------------------------------------------- | ----------------------------------------------------------- |
| Kaiserslautern           | Vincitore della Bundesliga 1990-1991                                               | 1 (1990)                                                    |
| Hansa Rostock            | Vincitore della NOFV-Oberliga 1990-1991 e della Coppa della Germania Est 1990-1991 | Nessuna                                                     |
| Werder Brema             | Vincitore della Coppa di Germania 1990-1991                                        | 1 (1988)                                                    |
| Eisenhüttenstädter Stahl | Finalista della Coppa della Germania Est 1990-1991                                 | Nessuna                                                     |

## Semifinali
| Arbitro: | Amerell (Monaco di Baviera) |

|              |           |                         |
| Weichert 58’ | Marcatori | 25’ Witeczek 44’ Dooley |

| Arbitro: | Heynemann (Magdeburgo) |

|  |           |           |
|  | Marcatori | 89’ Rufer |

## Finale
| Arbitro: | Wiesel (Ottbergen) |

|                           |           |           |
| Degen 27’ 65’ Winkler 90’ | Marcatori | 88’ Rufer |

### Formazioni
| Kaiserslautern:     |   |                  |  |     |
|                     |   |                  |  |     |
| P                   | 1 | Michael Serr     |  |     |
| D                   |   | Stefan Kuntz (c) |  |     |
| D                   |   | Axel Roos        |  |     |
| D                   |   | Oliver Schäfer   |  |     |
| C                   |   | Frank Lelle      |  |     |
| C                   |   | Thomas Dooley    |  | 68’ |
| C                   |   | Marco Haber      |  |     |
| C                   |   | Guido Hoffmann   |  |     |
| C                   |   | Bjarne Goldbæk   |  | 75’ |
| A                   |   | Bernhard Winkler |  |     |
| A                   |   | Jürgen Degen     |  |     |
| Sostituzioni:       |   |                  |  |     |
| D                   |   | Wolfgang Funkel  |  | 68’ |
| D                   |   | Roger Lutz       |  | 75’ |
| Allenatore:         |   |                  |  |     |
| Karl-Heinz Feldkamp |   |                  |  |     |

| Werder Brema: |   |                 |  |     |
|               |   |                 |  |     |
| P             | 1 | Oliver Reck     |  |     |
| D             |   | Miroslav Votava |  |     |
| D             |   | Thomas Schaaf   |  |     |
| D             |   | Ulrich Borowka  |  |     |
| C             |   | Dieter Eilts    |  |     |
| C             |   | Marco Bode      |  |     |
| C             |   | Klaus Allofs    |  |     |
| C             |   | Günter Hermann  |  |     |
| C             |   | Thorsten Legat  |  |     |
| A             |   | Stefan Kohn     |  | 46’ |
| A             |   | Kay Wenschlag   |  | 46’ |
| Sostituzioni: |   |                 |  |     |
| C             |   | Uwe Harttgen    |  | 46’ |
| A             |   | Wynton Rufer    |  | 46’ |
| Allenatore:   |   |                 |  |     |
| Otto Rehhagel |   |                 |  |     |